# ペガサス橋

イギリス軍第6空挺師団のエンブレム

ペガサス橋（英: Pegasus Bridge）は、フランス、カルヴァドス県のカーンとウィストルアムの間、カーン運河にかかる、1934年建造の跳開橋（可動橋の一種）である。
近くにある村にちなみベヌーヴィル橋とも呼ばれる。オルヌ川にかかるランヴィル橋（後にホルサ橋と改名）とともに、第二次世界大戦中、1944年6月6日のノルマンディー侵攻の冒頭、トンガ作戦の一部であるデッドスティック作戦でイギリス軍空挺部隊の主要目標となった。ジョン・ハワード少佐率いる、イギリス軍第6空挺師団オックスフォードシャー・アンド・バッキンガムシャー軽歩兵連隊（オックス・アンド・バックス）第2大隊所属のグライダー歩兵の一隊が着陸、無傷で橋を奪取し、増援が到着するまで確保しようとした。橋の奪取成功はノルマンディー侵攻後のドイツ軍の反撃を抑える上で重要な役割を果たした。
1944年6月26日、イギリス軍に感謝して「ペガサス橋」と改名された。この名前はイギリス軍空挺部隊が肩に付けていたペガサスのエンブレムに由来する。

## 構造

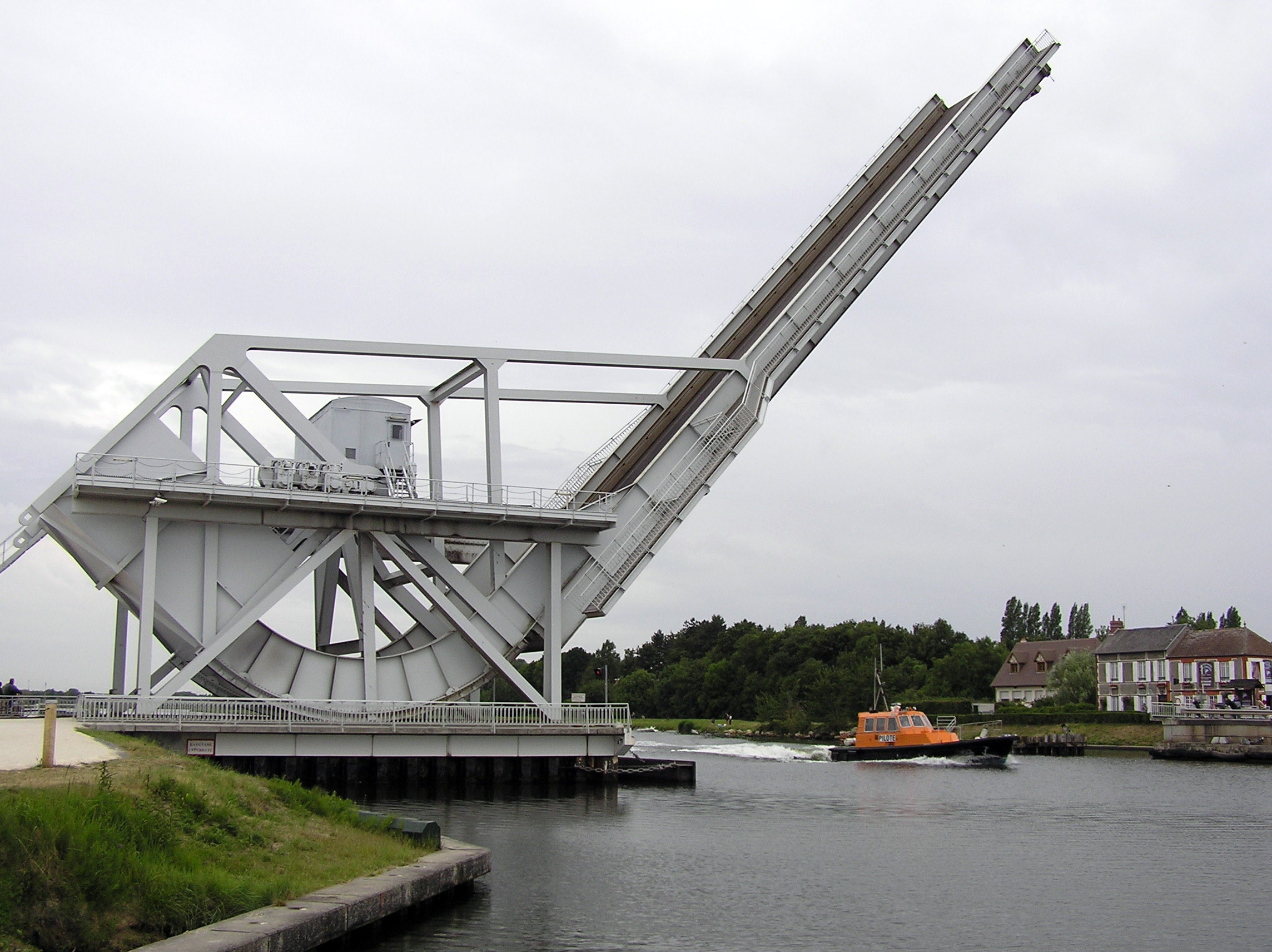
1994年に架け換えられた現在のペガサス橋

ペガサス橋、および1994年に架け替えられた新橋は、構造上はバスキュール橋（跳開橋）の3亜種の1つ、「シェルツァー・ローリング・リフト・バスキュール橋（Scherzer rolling lift bascule bridge）」、別名「ローリング橋（rolling bridge）」に分類される。この種類の橋は蝶番のように旋回せず、橋梁に付けられた踏み板を巻き上げるもので、開弁角度が大きく水路の通航幅がより広くなる
。

## ペガサス橋の戦い

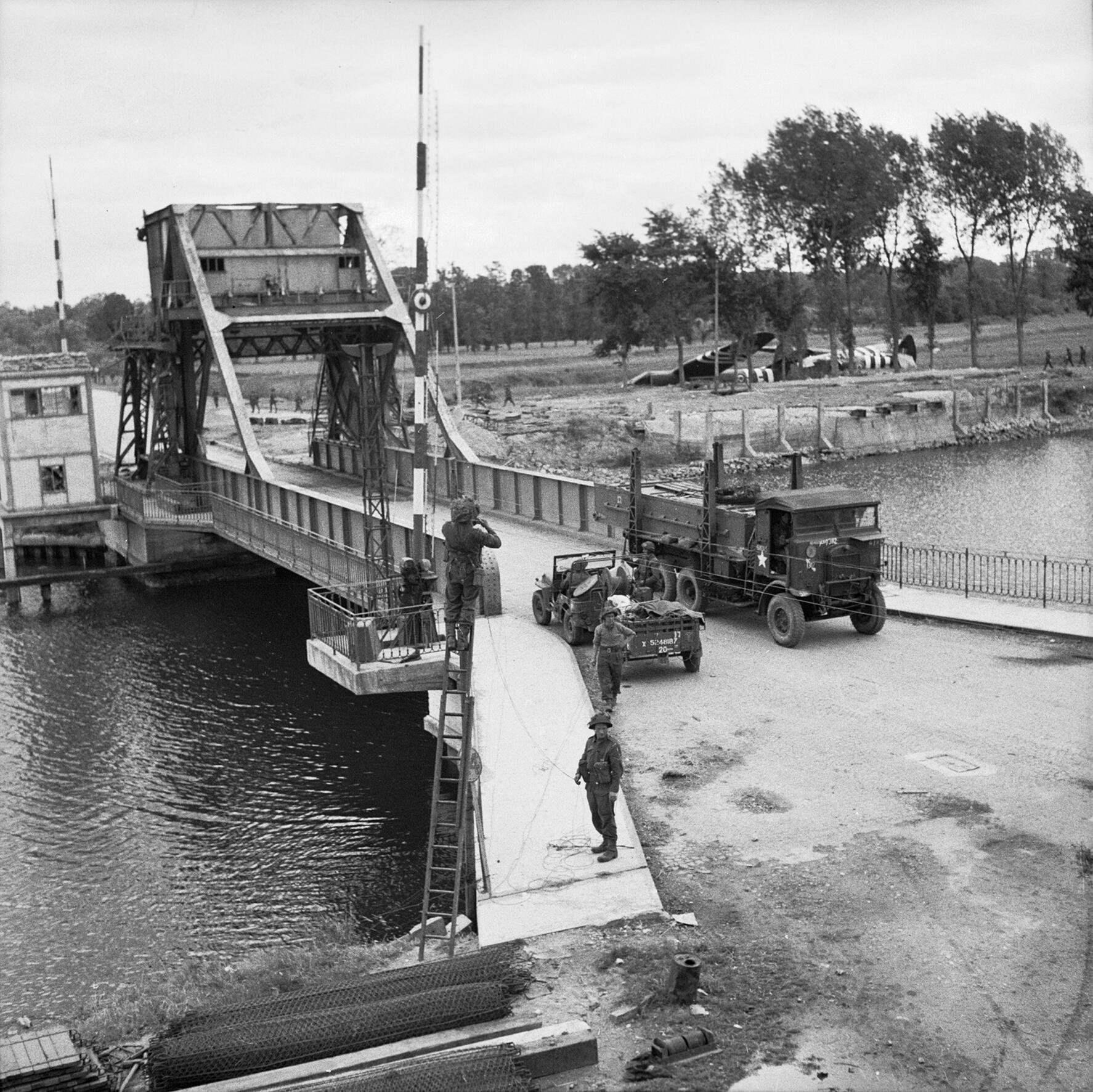
1944年6月9日のペガサス橋。奥にホルサ・グライダーが見える。

1944年6月5日夜、ジョン・ハワード少佐に率いられた181人の部隊が、ペガサス橋とその数百ヤード東にありオルヌ川にかかるホルサ橋を奪取するため、6機のホルサ・グライダーに乗り込み、イギリス南部のドーセットにあるタラント・ラシュトン空軍基地から飛び立った。部隊は、オックスフォードシャー・アンド・バッキンガムシャー軽歩兵連隊第2大隊D中隊（B中隊から2個小隊が付加）、第249中隊の工兵20人、グライダー・パイロット連隊の兵士で構成された。この作戦の目的は、ドイツ軍装甲部隊が橋を渡りソード・ビーチの東側面を攻撃するのを阻止することであった。
オックス・アンド・バックスのグライダー5機は午前0時16分、目標から47ヤード地点に着陸した。イギリス兵は壊れたグライダーから飛び出て、ドイツ軍守備隊を完全に奇襲し、10分かからずに橋を確保した。作戦中に、デン・ブラザリッジ中尉とフレッド・グリーンハル（Fred Greenhalgh）下級伍長の2人が戦死した。
グリーンハルはグライダーが着陸した際、近くの池で溺死した。ブラザリッジ中尉は侵攻早々橋を渡っている時に頸部を撃たれ致命傷を負い戦死した。
グライダーのうち1機は誤った場所で曳航機から切り離され、約7マイル離れたディーヴ（Dives）川の橋のそばに着陸した。このグライダーの兵士の大半はドイツ軍の前線を通過しランヴィルへ向かい、そこでイギリス軍と再合流した。オックス・アンド・バックスの元には3時間後、パイン＝コフィン中佐率いる第7パラシュート大隊が増援に来た。そしてラバット卿率いるコマンド部隊が到着し、海岸に上陸した部隊と連絡した。
増援の第7パラシュート大隊の一員であった、若手俳優のリチャード・トッド大尉は、約20年後、映画『史上最大の作戦』でハワード少佐を演じた。

## 現在

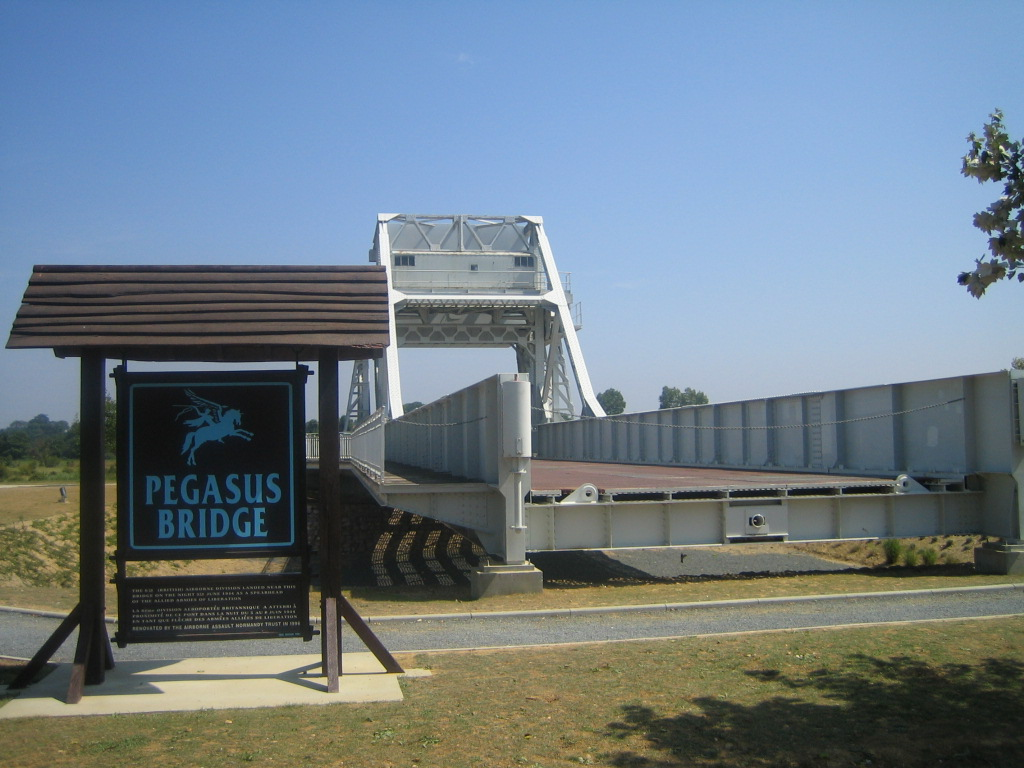
ペガサス記念館にある昔の橋。2005年7月。

昔のペガサス橋は現在、ペガサス記念館の敷地内に移設されている。橋は架け換え後、空き地に放置されたが、記念館に備忘価額の1フランで売却された。
ペガサス記念館は2000年6月4日、チャールズ3世（当時皇太子）隣席の下、開館された。記念館にはカフェとペガサス橋に関係する品を販売する小さな売店がある。現在カフェ・ゴンドレは、解放時には小さな子供で自宅にいたアルレット・ゴンドレ（Arlette Gondrée）が経営している。
カフェ・ゴンドレがDデイに解放された最初のフランスの家屋であるという話は、確実なものではない。フランスの歴史家ノルベール・ユゲデ（Norbert Hugedé）は著書『Commando du Pont Pegase』で、最初に解放された家屋はピコ（Picot）氏の家でゴンドレ家の数時間前であったと記している。
1944年6月に戦死した兵士の多くは、ランヴィル戦争墓地に埋葬されている。墓地に隣接する教会にはブラザリッジ中尉の墓があり、ゴンドレ（Gondrée）家により銘板が填められている。

## 関連文献
- Ambrose, Stephen (1985) Pegasus Bridge 6 June 1944. Simon & Schuster ISBN 978-0671523749.
- Barber, Neil (2009). The Pegasus and Orne Bridges. Pen & Sword Books ISBN 978-1848840416.
- Beevor, Antony (2009). D-Day: The Battle for Normandy. Viking ISBN 978-0241968970.

ビーヴァー, アントニー 著、平賀秀明 訳『ノルマンディー上陸作戦 1944』白水社、2011年。ISBN 978-4-560-08154-9。
- Howard, John; Bates, Penny (2006). The Private Papers of Major John Howard DSO. Pen and Sword Military ISBN 978-1844158829.
- Massy-Beresford, Michael (2007). Gliderborne: The story of the 2nd Battalion, The Oxfordshire and Buckinghamshire Light Infantry (The 52nd) in World War II.
- Shannon, Kevin; Wright, Stephen (2001). One Night in June. Wrens Park Publishers ISBN 978-0905778556.
- Shilleto, Carl (2010). Pegasus Bridge and Horsa Bridge. Pen & Sword Books Ltd ISBN 978-1848843097.
- メッセンジャー, チャールズ 著、鈴木主税・浅岡政子 訳『ノルマンディー上陸作戦』河出書房新社、2005年。ISBN 4-309-61187-7。